# Amorphophallus nanus
Amorphophallus nanus là một loài thực vật có hoa trong họ Ráy (Araceae). Loài này được H.Li & C.L.Long mô tả khoa học đầu tiên năm 1988 publ. 1989.